# Franciszek Hieronim Zbroski
Hieronim Franciszek (Franciszek Hieronim) Zbroski (Zbroiski) herbu Jasieńczyk (zginął 19 sierpnia 1649 roku na wycieczce pod Zbarażem) – starosta przasnyski.
Poseł na sejm 1642 roku, sejm 1647 roku.
W 1648 roku był elektorem Jana II Kazimierza Wazy z ziemi czerskiej i rotmistrzem ziemi czerskiej.